# Michel Capoen
Michel Capoen (Reningelst, 20 augustus 1934) is een voormalig Belgisch Vlaamsgezind politicus voor de Volksunie. 

## Levensloop
In 1962 werd Capoen technisch ingenieur aan de Rijksuniversiteit Gent, waarna hij als leraar werkte in het technisch onderwijs. Tijdens zijn studententijd engageerde hij zich in de Vlaams-Nationale Studentenunie. Tevens was hij enkele jaren actief in de jongerenafdeling van het Davidsfonds en in de Vlaamse Volksbeweging.
In 1958 werd hij lid van de Volksunie en van 1968 tot 1977 was Capoen voorzitter van de Volksunie-afdeling van het arrondissement Ieper. Ook was hij van 1982 tot 1994 gemeenteraadslid van Ieper en van 1985 tot 1987 zetelde hij in het nationaal partijbestuur van de Volksunie.
Van 1977 tot 1995 zetelde Capoen voor het arrondissement Kortrijk-Ieper in de Belgische Senaat, waar hij van 1988 tot 1991 secretaris was. In de periode mei 1977-oktober 1980 zetelde hij als gevolg van het toen bestaande dubbelmandaat ook in de Cultuurraad voor de Nederlandse Cultuurgemeenschap, die op 7 december 1971 werd geïnstalleerd. Vanaf 21 oktober 1980 tot mei 1995 was hij lid van de Vlaamse Raad, de opvolger van de Cultuurraad en de voorloper van het huidige Vlaams Parlement. Daar was hij voorzitter van de commissie voor Leefmilieu en Natuurbehoud.
In januari 1994 zegde Capoen zijn lidmaatschap van de Volksunie op. De partijraad vroeg hem namelijk om zijn zitje af te staan aan eerste opvolger Rosa Lernout (burgemeester van Wervik), zoals was afgesproken bij de verkiezingen van 1991, terwijl Capoen deze afspraak niet meer wilde nakomen. Hij bleef evenwel tot aan de verkiezingen van mei 1995 deel uitmaken van de Volksunie-fracties in de Senaat en de Vlaamse Raad.
Zijn dochter An Capoen is politiek actief bij de Nieuw-Vlaamse Alliantie en was voor deze partij lid van de Kamer van volksvertegenwoordigers.